# Ek Do Teen (Alka Yagnik)
Ek Do Teen è un brano musicale del film di Bollywood di Tezaab, cantato da Alka Yagnik e Amit Kumar, con musiche di Laxmikant-Pyarelal e testi di Javed Akhtar, pubblicato nel 1988

## Cover
- La cantante indiana Shreya Ghoshal ha realizzato una cover del brano nel 2018 con il titolo Ek Do Teen.